# Baranica Elangoan
Baranica Elangoan (Hindi बरानिका इलांगोअन; * 3. Februar 1997) ist eine indische Leichtathletin, die sich auf den Stabhochsprung spezialisiert hat.

## Sportliche Laufbahn
Erste internationale Erfahrungen sammelte Baranica Elangoan im Jahr 2023, als sie bei den Asienmeisterschaften in Bangkok ohne eine Höhe blieb. Im  Jahr darauf belegte sie bei den Hallenasienmeisterschaften in Teheran mit übersprungenen 3,80 m den fünften Platz.
In den Jahren 2021 und 2022 wurde Elangoan indische Meisterin im Stabhochsprung.